# Fuji-Cola
Fuji-Cola is een frisdrank met colasmaak. De drank werd bedacht en uitgegeven met als doel het promoten van Alberto Fujimori, een voormalig Peruaans president. De cola werd op de markt gebracht door zijn volgelingen in de aanloop naar de presidentiële verkiezingen van 2006. Het drankje was niet alleen bedoeld om Fujimori populairder te maken, maar ook om de verkiezingscampagne te financieren. Kenji Fujimori, Alberto's zoon, heeft een handelsmerk aangevraagd voor het merk Fuji-Cola.